# Ksar Remtha
Ksar Remtha est un ksar de Tunisie situé dans le gouvernorat de Tataouine.

## Localisation
Le ksar se situe au centre du village de Remtha.

## Histoire
La fondation du ksar est datée de 1961, après l'indépendance de la Tunisie.

## Aménagement
Le ksar de forme rectangulaire (85 mètres sur 60) compte 55 ghorfas réparties sur un seul étage.
De par son caractère récent, la construction moderne est toujours utilisée pour le stockage du fourrage et des céréales, même si certaines ghorfas ont été reconverties en commerces.